# Шани (округ Пери, Охајо)
Шани (енгл. Shawnee, Perry County) град је у америчкој савезној држави Охајо.

## Демографија
По попису из 2010. године број становника је 655, што је 47 (7,7%) становника више него 2000. године.
| Група             | 2000.       | 2010.       |
| Белци             | 605 (99,5%) | 640 (97,7%) |
| Афроамериканци    | 0 (0,0%)    | 1 (0,2%)    |
| Азијати           | 2 (0,3%)    | 0 (0,0%)    |
| Хиспаноамериканци | 0 (0,0%)    | 2 (0,3%)    |
| Укупно            | 608         | 655         |